# امیلی روبلینگ کادوالادر
امیلی مارگارتا روبلینگ کادوالادر (Emily Margaretta Roebling Cadwalader) (زاده ۹ سپتامبر ۱۸۷۹ – درگذشته ۱۵ می ۱۹۴۱)، زن سرشناس و نوع‌دوست اهل ایالات متحده مقیم در فیلادلفیا بود. وی به‌خاطر مالکیت دو کشتی تفریحی تاریخی، USS سکویا و MV ساوارنا، بسیار معروف است.

## اوایل زندگی
امیلی روبلینگ در ۱۸۷۹ میلادی متولد شد، دختر چارلز گوستاوس روبینگ و سارا (یا سالی) اورمسبی ماهون روبلینگ بود. پدر وی یک مهندس و رئیس جان ای. روبلینگز سنز، یک شرکت سیم و کیبل فولادی، بود. پدربزرگ وی، جان آگوستوس روبلینگ که متولد پروس بود، به عنوان مهندس عمران که مسئولیت ساخت پل بروکلین را داشت، معروف بود.
روبلینگ در ترنتون، نیوجرسی بزرگ شد. در ۱۹۰۵ میلادی، او طویله اسب‌های پدر خود را در یک جریان یک آتش‌سوزی نجات داده و در کار آتش‌نشانی همکاری کرد. در ۱۹۰۸ میلادی، او از مجسمه برنزی پدربزرگ خود در ترنتون پرده‌برداری نمود. او یک بازیکن پراشتیاق تنیس و سوارکار اسب بود و همچنین یکی از نخستین زنان در ترنتون محسوب می‌شد که ماشین خود را خودش رانندگی می‌کرد.

## ثروت و نوع‌دوستی

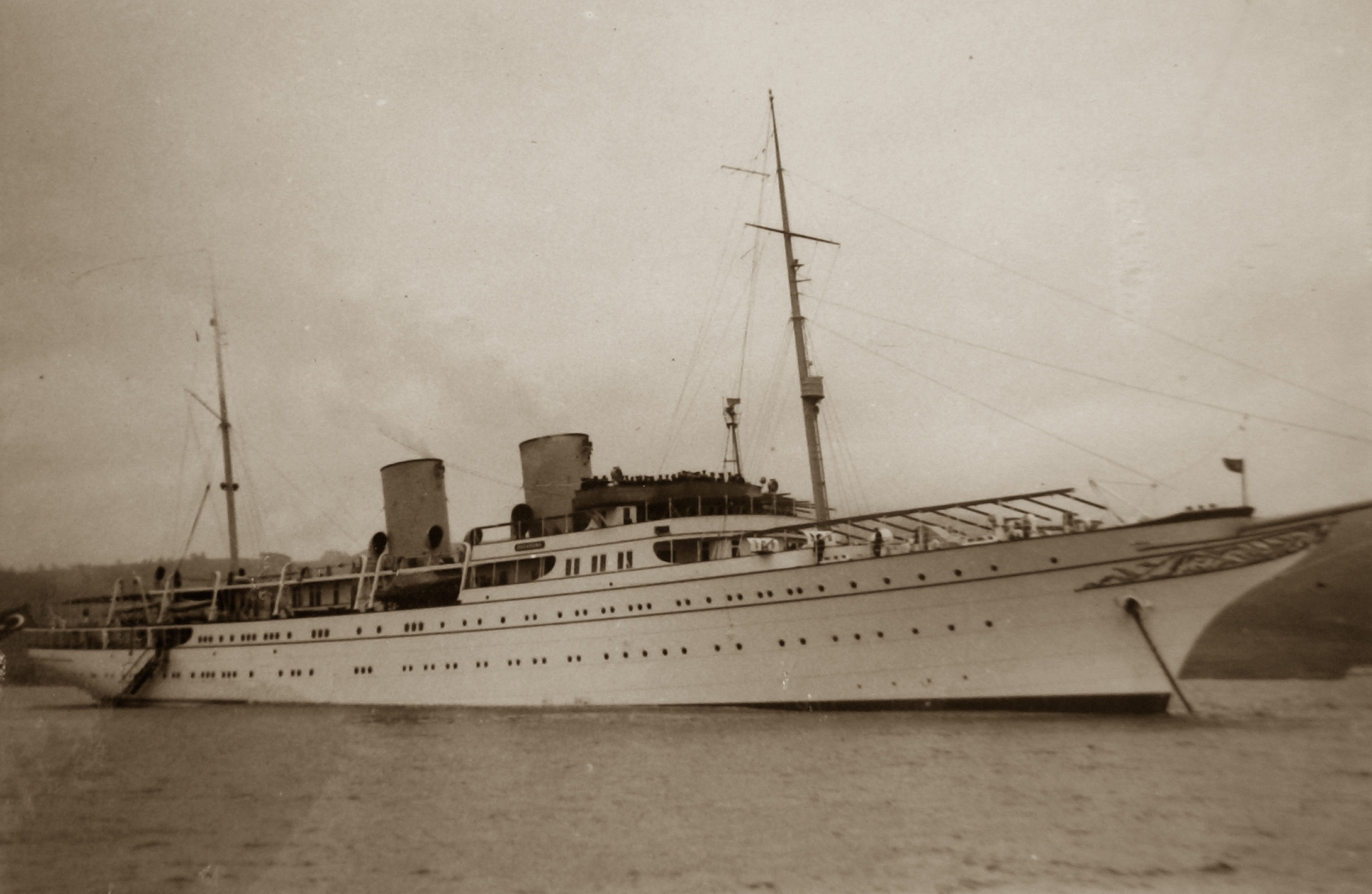
کشتی ۴۴۰ فوتی را به رئیس‌جمهوری وقت ترکیه، کمال آتاترک فروختند

### آموزش نابیناها
روبلینگ قبل از این‌که ازدواج نموده و به فیلادلفیا نقل مکان کند، به آموزش نابیناها در نیوجرسی علاقه‌مند شد و در کمیسیونی گماشته شد تا نیازهای ساکنین نابینای ایالت را بررسی نماید. به عنوان بخشی از این کار، او در ۱۹۰۹ میلادی نمایشگاهی از صنایع دستی نابیناها در نیوجرسی برگزار نموده و اشیای چون پارچه‌های توری لطیف، قلاب، اقلام بافته شده توسط دست را در آتلانتیک سیتی به نمایش گذاشت. او همچنین سردبیر یک روزنامه برای نمایشگاه خیریه ۱۹۰۸ در ترنتون بود.

### فیرولد
پس از ازدواج، کادوالادر به‌طور نیمه وقت در خانه خود که معروف به فیرولد بود در فورت واشینگتن، پنسیلوانیا زندگی می‌کرد. آن‌ها خانه را به‌طور قابل‌توجهی توسعه بخشیده و افزون بر سایر ویژگی‌ها، یک تالار رقص، یک ارگ بادی و یک آفتاب‌خانه به آن اضافه کردند. در جریان جنگ جهانی اول از فیرولد به عنوان بیمارستان نقاهت استفاده شده و خانواده کادوالادر در خانه شهری خود در فیلادلفیا زندگی می‌کردند. از ۱۹۹۵ میلادی به بعد، فیرولد به عنوان یک کنیسه برای گردهمایی یا هاداش مورد استفاده قرار می‌گیرد.

### کرجی‌های تفریحی
کادوالادر از دیرزمانی به کشتی‌های تفریحی علاقه داشت. نخستین کشتی وی که در ۱۹۲۴ خریداری کرد، سکویای ۸۵ فوت بود. سال بعدی او سکویا ۲ را خریداری نمود. یواس‌اس سکویا در ۱۹۳۱ میلادی به مالکیت دولت ایالات متحده درآمد و توسط رؤسای جمهوری از هربرت هوور گرفته تا جرالد فورد مورد استفاده قرار می‌گرفت. رئیس‌جمهوری جیمی کارتر در ۱۹۷۷ میلادی دستور فروش سکویا را صادر کرد. در خزان ۲۰۱۹ میلادی این کشتی در بلفاست در حال تعمیر شدن بود.
کادوالادر مالک اصلی سه کشتی‌تفریحی ساخت آلمان به‌نام ساوارنا بود که در سال‌های ۱۹۲۶، ۱۹۲۸ و ۱۹۳۰ میلادی خریداری شده بود. آخرین ساوارنا در زمان خود، «بزرگ‌ترین، لوکس‌ترین و گران‌قیمت‌ترین کشتی تفریحی بود که تا آن زمان ساخته شده بود». در ۱۹۳۷ میلادی، این کشتی تفریحی یکی از عامل‌های اتهامات جعل مالیات بر علیه خانواده کادوالادر بود. کادوالادرها در ۱۹۳۸ میلادی این کشتی ۴۴۰ فوتی را به رئیس‌جمهوری وقت ترکیه، کمال آتاترک فروختند. این کشتی تفریحی هنوز در استانبول بوده و در دهه ۱۹۹۰ میلادی ترمیم گردید؛ این کشتی هنوز هم «یکی از بزرگ‌ترین کشتی‌های تفریحی در جهان» محسوب می‌گردد. پس از یک رسوایی در ۲۰۱۰ میلادی، وزارت فرهنگ ترکیه ساورنا را خریداری نموده و این کشتی حالا توسط رئیس‌جمهوری ترکیه برای میزبانی رویدادهای دولتی استفاده می‌شود.

## زندگی شخصی
امیلی روبلینگ در ۱۹۰۹ میلادی با ریچارد ام. کادوالادر جونیور، نوه توماس مک‌کال کادوالادر، ازدواج کرد. او در ۱۹۴۱ میلادی به عمر ۵۹ سالگی در خانه خود در فورت واشینگتن درگذشت.